# 이탈리아의 국장

이탈리아의 국장

이탈리아의 국장은 1948년 5월 5일에 제정되었다.
국장 가운데에는 톱니바퀴가 그려져 있으며 톱니바퀴 위에는 빨간색 테를 두른 하얀 별이 그려져 있다. 국장 왼쪽을 올리브 가지가 감싸고 있으며 국장 오른쪽을 참나무 가지가 감싸고 있다. 국장 아래쪽에는 빨간색 리본이 올리브 가지와 참나무 가지를 묶고 있으며 리본에는 이탈리아의 공식 명칭인 "이탈리아 공화국"("REPVBBLICA ITALIANA")이 쓰여져 있다.
톱니바퀴는 노동자를 상징하며 별은 이탈리아의 전통적인 상징이다. 올리브 가지는 평화를, 참나무 가지는 이탈리아 국민의 역량과 존엄을 상징한다.

## 역대 이탈리아의 국장

1870년-1890년 이탈리아 왕국의 국장
1890년–1929년, 1944년–1946년 이탈리아 왕국의 국장
1929년–1944년 이탈리아의 국장 (파시즘 정권)
1944년–1945년 이탈리아 사회 공화국의 국장